# Sonneville
Sonneville korábbi község Franciaországban, Charente megyében. Lakosainak száma 227 fő (2018. január 1.). Sonneville Anville, Mareuil, Montigné, Rouillac és Neuvicq-le-Château községekkel határos.
2016. január 1-jén Plaizac korábbi községgel egyesült és az így létrejött Rouillac község része lett.

## Népesség
A település népessége az elmúlt években az alábbi módon változott:
| Lakosok száma | 274  | 251  | 233  | 217  | 218  | 208  | 214  | 230  | 228  | 227  |
|               | 1962 | 1968 | 1982 | 1990 | 1999 | 2008 | 2011 | 2013 | 2017 | 2018 |